# Wielka Brytania na Zimowych Igrzyskach Olimpijskich 1964
Wielką Brytanię na Zimowych Igrzyskach Olimpijskich 1964 reprezentowało 36 zawodników: 27 mężczyzn i dziewięć kobiet. Był to dziewiąty start reprezentacji Wielkiej Brytanii na zimowych igrzyskach olimpijskich.
Podczas przygotowań do igrzysk wypadek odniósł na treningu brytyjski saneczkarz pochodzenia polskiego, inż. Kazimierz Skrzypecki, którego pamięć została uczczona minutą podczas ceremonii otwarcia ZIO 1964 w Innsbrucku 29 stycznia 1964.

## Zdobyte medale
| Medal | Zawodnik                 | Dyscyplina | Konkurencja     | Rezultat    |
| ----- | ------------------------ | ---------- | --------------- | ----------- |
| Złoto | Anthony Nash Robin Dixon | Bobsleje   | Dwójki mężczyzn | 4:21,90 min |

## Skład kadry

### Biathlon
Mężczyźni
| Zawodnik      | Konkurencja   | czas biegu | Kary  | Łączny czas | Pozycja |
| ------------- | ------------- | ---------- | ----- | ----------- | ------- |
| John Dent     | Bieg na 20 km | 1:30:27,2  | 6:00  | 1:36:27,2   | 29.     |
| Alan Notley   | Bieg na 20 km | 1:36:10,3  | 10:00 | 1:46:10,3   | 37.     |
| John Moore    | Bieg na 20 km | 1:27:49,4  | 20:00 | 1:47:49,4   | 40.     |
| Roderick Tuck | Bieg na 20 km | 1:33:55,5  | 18:00 | 1:51:55,5   | 43.     |

### Biegi narciarskie
Mężczyźni
| Zawodnik                                                           | Konkurencja        | czas      | Pozycja |
| ------------------------------------------------------------------ | ------------------ | --------- | ------- |
| John Moore                                                         | Bieg na 15 km      | 1:00:46,1 | 56.     |
| Andrew Morgan                                                      | Bieg na 15 km      | 1:02:20,9 | 62.     |
| David Rees                                                         | Bieg na 15 km      | 1:03:06,8 | 66.     |
| Frederick Andrew                                                   | Bieg na 15 km      | 1:06:51,4 | 69.     |
| Roderick Tuck                                                      | Bieg na 30 km      | 1:47:52,6 | 55.     |
| John Moore John Dent David Rees (narciarz)David Rees Roderick Tuck | Sztafeta 4 × 10 km | 2:42:55,8 | 14.     |

### Bobsleje
Mężczyźni
| Osada | Zawodnik                                            | Konkurencja | Ślizg 1 | Ślizg 2 | Ślizg 3 | Ślizg 4 | Łącznie | Pozycja |
| ----- | --------------------------------------------------- | ----------- | ------- | ------- | ------- | ------- | ------- | ------- |
| GBR-1 | Anthony Nash Robin Dixon                            | Dwójki      | 1:05,53 | 1:05,10 | 1:05,39 | 1:05,88 | 4:21,90 | złoto   |
| GBR-2 | Bill McCowen Andrew Hedges                          | Dwójki      | 1:07,47 | 1:07,73 | 1:06,52 | 1:08,95 | 4:30,67 | 16.     |
| GBR-1 | Anthony Nash Guy Renwick David Lewis Robin Dixon    | Czwórki     | 1:04,56 | 1:05,07 | 1:04,64 | 1:05,13 | 4:19,40 | 12.     |
| GBR-2 | Bill McCowen Robin Widdows Robin Seel Andrew Hedges | Czwórki     | 1:04,49 | 1:04,68 | 1:05,53 | 1:04,73 | 4:19,43 | 13.     |

### Łyżwiarstwo figurowe
| Zawodnik              | Konkurencja | Nota   | Pozycja |
| --------------------- | ----------- | ------ | ------- |
| Sally-Anne Stapleford | Solistki    | 1757,9 | 11.     |
| Carol-Ann Warner      | Solistki    | 1692,9 | 16.     |
| Diana Clifton-Peach   | Solistki    | 1711,7 | 18.     |
| Hywel Evans           | Soliści     | 1640,1 | 18.     |
| Malcolm Cannon        | Soliści     | 1587,5 | 20.     |

### Łyżwiarstwo szybkie
Mężczyźni
| Zawodnik       | Konkurencja   | Konkurencja   | Konkurencja    | Konkurencja    | Konkurencja    | Konkurencja    | Konkurencja      | Konkurencja      |
| Zawodnik       | Bieg na 500 m | Bieg na 500 m | Bieg na 1500 m | Bieg na 1500 m | Bieg na 5000 m | Bieg na 5000 m | Bieg na 10 000 m | Bieg na 10 000 m |
| Zawodnik       | Czas          | Miejsce       | Czas           | Miejsce        | Czas           | Miejsce        | Czas             | Miejsce          |
| -------------- | ------------- | ------------- | -------------- | -------------- | -------------- | -------------- | ---------------- | ---------------- |
| Thomas Malkin  | 42,6          | 27.           | 2:13,3         | 11.            | 7:59,4         | 16.            | 16:35,2          | 8.               |
| Thomas Dawson  | 45,2          | 44.           | 2:26,4         | 49.            |                |                |                  |                  |
| Anthony Bullen |               |               | 2:23,7         | 45.            | 8:12,4         | 22.            | 17:19,8          | 28.              |

### Narciarstwo alpejskie
Mężczyźni
| Zawodnik                   | Konkurencja              | Konkurencja              | Konkurencja              | Konkurencja              | Konkurencja                     | Konkurencja                     | Konkurencja                     | Konkurencja                     |
| Zawodnik                   | Zjazd                    | Zjazd                    | Slalom gigant            | Slalom gigant            | Slalom specjalny - kwalifikacja | Slalom specjalny - kwalifikacja | Slalom specjalny - kwalifikacja | Slalom specjalny - kwalifikacja |
| Zawodnik                   | Czas                     | Pozycja                  | Czas                     | Pozycje                  | Czas 1-go przejazdu             | Czas 2-go przejazdu             | Czas łączny                     | Pozycja                         |
| -------------------------- | ------------------------ | ------------------------ | ------------------------ | ------------------------ | ------------------------------- | ------------------------------- | ------------------------------- | ------------------------------- |
| Jonathan Taylor            | Nie ukończył konkurencji | Nie ukończył konkurencji |                          |                          | 1:08,73                         | 1:01,33                         | Nie awansował do finału         | Nie awansował do finału         |
| John Rigby                 | 2:34,32                  | 44.                      | 2:07,92                  | 56.                      | 1:12,16                         | 1:02,45                         | Nie awansował do finału         | Nie awansował do finału         |
| Charles Palmer-Tomkinson   | 2:39,97                  | 56.                      | Dyskwalifikacja          | Dyskwalifikacja          |                                 |                                 |                                 |                                 |
| Piers, Baron de Westenholz |                          |                          | 2:17,10                  | 59.                      | 1:05,12                         | 1:01,89                         | Nie awansował do finału         | Nie awansował do finału         |
| Charles de Westenholz      | 2:36,12                  | 50.                      | Nie ukończył konkurencji | Nie ukończył konkurencji | 1:01,96                         | 1:00,99                         | Nie awansował do finału         | Nie awansował do finału         |

Kobiety
| Zawodniczka      | Konkurencja | Konkurencja | Konkurencja     | Konkurencja     | Konkurencja         | Konkurencja               | Konkurencja               | Konkurencja               |
| Zawodniczka      | Zjazd       | Zjazd       | Slalom gigant   | Slalom gigant   | Slalom specjalny    | Slalom specjalny          | Slalom specjalny          | Slalom specjalny          |
| Zawodniczka      | Czas        | Pozycja     | Czas            | Pozycja         | Czas 1-go przejazdu | Czas 2-go przejazdu       | Czas łączny               | Pozycja                   |
| ---------------- | ----------- | ----------- | --------------- | --------------- | ------------------- | ------------------------- | ------------------------- | ------------------------- |
| Tania Heald      | 2:04,82     | 35.         |                 |                 | 52,03               | 56,40                     | 1:48,43                   | 21.                       |
| Georgina Hathorn | 2:02,20     | 16.         | 2:02,61         | 27.             | Dyskwalifikacja     | Nie ukończyła konkurencji | Nie ukończyła konkurencji | Nie ukończyła konkurencji |
| Jane Gissing     |             |             | 2:01,66         | 24.             | 49,70               | 54,48                     | 1:44,18                   | 17.                       |
| Divina Galica    | 2:04,10     | 30.         | 2:00,79         | 23.             | Dyskwalifikacja     | Bie ukończyła konkurencji | Bie ukończyła konkurencji | Bie ukończyła konkurencji |
| Wendy Farrington |             |             | Dyskwalifikacja | Dyskwalifikacja |                     |                           |                           |                           |
| Anna Asheshov    | 2:05,41     | 38.         |                 |                 |                     |                           |                           |                           |

### Saneczkarstwo
Mężczyźni
| Zawodnik           | Konkurencja | Ślizg 1           | Ślizg 2           | Ślizg 3           | Ślizg 4           | Łącznie           | Pozycja           |
| ------------------ | ----------- | ----------------- | ----------------- | ----------------- | ----------------- | ----------------- | ----------------- |
| Keith Schellenberg | Jedynki     | 58,69             | 59,06             | 58,14             | 58,87             | 3:54,76           | 25.               |
| Gordon Porteous    | Jedynki     | Zdyskwalifikowany | Zdyskwalifikowany | Zdyskwalifikowany | Zdyskwalifikowany | Zdyskwalifikowany | Zdyskwalifikowany |